# Đuro Ester
Đuro Ester (Koprivnica, 2. ožujka 1844. – Koprivnica, 29. ožujka 1892. ).

## Životopis
Pučku školu polazi u rodnoj Koprivnici, a gimnaziju u Zagrebu, Varaždinu i Senju. Studirao je u Beču. Od 1865. djeluje kao koprivnički prosvjetni djelatnik i animator kulture. Bio je vodeća osoba koprivničkog amaterskog kazališta. 

## Djela
Objavljena su mu sljedeća djela: 
- "Mlinar i dimnjačar"
- "Redateljske neprilike"
- "Ašešovi"
- "Penzionatkinja"
- "Pravnički ples".

Jedna koprivnička škola nosi njegovo ime.